# الشليمات
الشليمات إحدى توابع قرية الحديقة من أعمال مركز طما التابع لمحافظة سوهاج بجمهورية مصر العربية.

## الجغرافيا
تقع علي الحدود الشرقية لقرية كوم غريب وتبعد حوالي 6 كيلومترات عن بندر ومدينة طما من جهة الغرب، لكنها إدارياً تتبع قرية الحديقة.

## الخلفية التاريخية
جاء نصاً عنها في القاموس الجغرافي المصري ( ج2) ص75:
مِن البِلاد المُنْدرِسَة ( شديدة القِدم ) كانت ناحيةً زراعية قائمة بذاتها وتتبع أعمال الرياينة وتم فكّْ زمامها للمرة الأولي سنة 1231 هجرية وأضيفت أجزاء منه إلي زمام قرية أم دومة، ثم فَكّ زمامها للمرة الثانية في التقسيم الإنجليزي للقطر المصري سنة 1905 ميلادية واقتطعت منه أحواض أضيفت لزمام قرية كوم غريب. 
وهي الآن من أعمال قرية الحديقة التابعة لمجلس محلي الرياينة المعلق.